# Gaudreville-la-Rivière

Gaudreville-la-Rivière este o comună în departamentul Eure, Franța. În 1 ianuarie 2022 avea o populație de 228 de locuitori.